# Wampiryczne lesbijki
Wampiryczne lesbijki (oryg. Vampyros Lesbos) – niemiecko-hiszpański film fabularny z 1971 roku. Erotyczny horror inspirowany nowelą Brama Stokera Dracula's Guest, który uznaje się za klasyczny europejski film z gatunku exploitation. Zdjęcia kręcono w Alicante, Berlinie i Stambule.

## Fabuła
Główna bohaterka, Linda Westinghouse (w tej roli Ewa Strömberg), jest atrakcyjną prawniczką, która przybywa na odludną wyspę w celach służbowych. Na miejscu poznaje młodą i urodziwą hrabinę Carody (Soledad Miranda), która urzeka nie tylko swym wdziękiem, ale i tajemniczością.

## Obsada
- Eva Strömberg – Linda Westinghouse
- Soledad Miranda – Hrabina Nadine Carody
- Michael Berling – asystent Stewarda
- Jesús Franco – Memmet
- Paul Muller – Dr Steiner
- Dennis Price – Dr Alwin Seward
- Heidrum Kussin – Agra
- Beni Cardosi – martwa kobieta